# Echte mensen: Nieuw leven
Echte mensen: Nieuw leven is een Vlaamse docusoap die alles in beeld brengt van de fertiliteitsarts tot de vroedvrouw, een unieke kijk op de wereld van de geboortes. De reeks werd opgenomen in het UZA, AZ Sint-Jan en vroedvrouwenpraktijk La Madrugada. De reeks werd uitgezonden op televisiezender VTM. De reeks is een spin-off van Helden van Hier: Door het Vuur, dat eveneens op VTM te zien was, en werd geproduceerd door hetzelfde productiehuis (Geronimo). Van 27 december 2018 tot 7 februari 2019 werd de reeks heruitgezonden op VTM. 